# Kharela
Kharela is een nagar panchayat (plaats) in het district Mahoba van de Indiase staat Uttar Pradesh. 

## Demografie
Volgens de Indiase volkstelling van 2001 wonen er 13.466 mensen in Kharela, waarvan 54% mannelijk en 46% vrouwelijk is. De plaats heeft een alfabetiseringsgraad van 54%. 